# Dalbergia latifolia
Dalbergia latifolia, im Handel auch bekannt als Ostindischer Palisander oder Indischer Palisander sowie Indisches Rosenholz, ist eine Pflanzenart aus der Gattung der Dalbergien (Dalbergia) innerhalb der Familie der Hülsenfrüchtler (Fabaceae).

## Beschreibung

### Vegetative Merkmale
Dalbergia latifolia wächst als recht langlebiger Baum und erreicht Wuchshöhen von bis zu 40 Metern. Der Stammdurchmesser kann bis 150 cm betragen, es werden oft Brettwurzeln ausgebildet. Er ist zumeist immergrün. Roxburgh schreibt, es sei einer der größten Bäume im Bergland.
Die wechselnd unpaarig gefiederten und gestielten Blätter sind spiralig angeordnet. Die leicht ledrigen und glatten Blättchen sind kurz gestielt und breit-eiförmig bis -verkehrt-eiförmig oder rundlich bis elliptisch. An der Spitze sind sie abgerundet bis ausgerandet, die Ränder sind ganz. Es sind kleine abfallende Nebenblätter vorhanden.

### Generative Merkmale
Es werden rispige, wenig verzweigte und vielblütige Blütenstände gebildet. Die gestielten und weißlich-gelben Blüten sind zwittrige Schmetterlingsblüten. Der kurze Kelch ist glockenförmig. Die zehn Staubblätter sind monadelphisch verwachsen. Der längliche und oberständige Fruchtknoten ist gestielt mit einem langen Griffel.
Es werden abgeflachte, dünne und papierige, kurz gestielte, bräunliche Hülsenfrüchte gebildet die sich nicht öffnen, sie sind bis 10 cm lang und bis 2,5 cm breit. Es werden bis zu 4 nierenförmige, glatte, glänzende und flache, bis 10 mm große Samen gebildet. Die Früchte werden durch den Wind ausgebreitet. Sie reifen im Februar und März.
Die Chromosomenzahl beträgt 2n = 20.

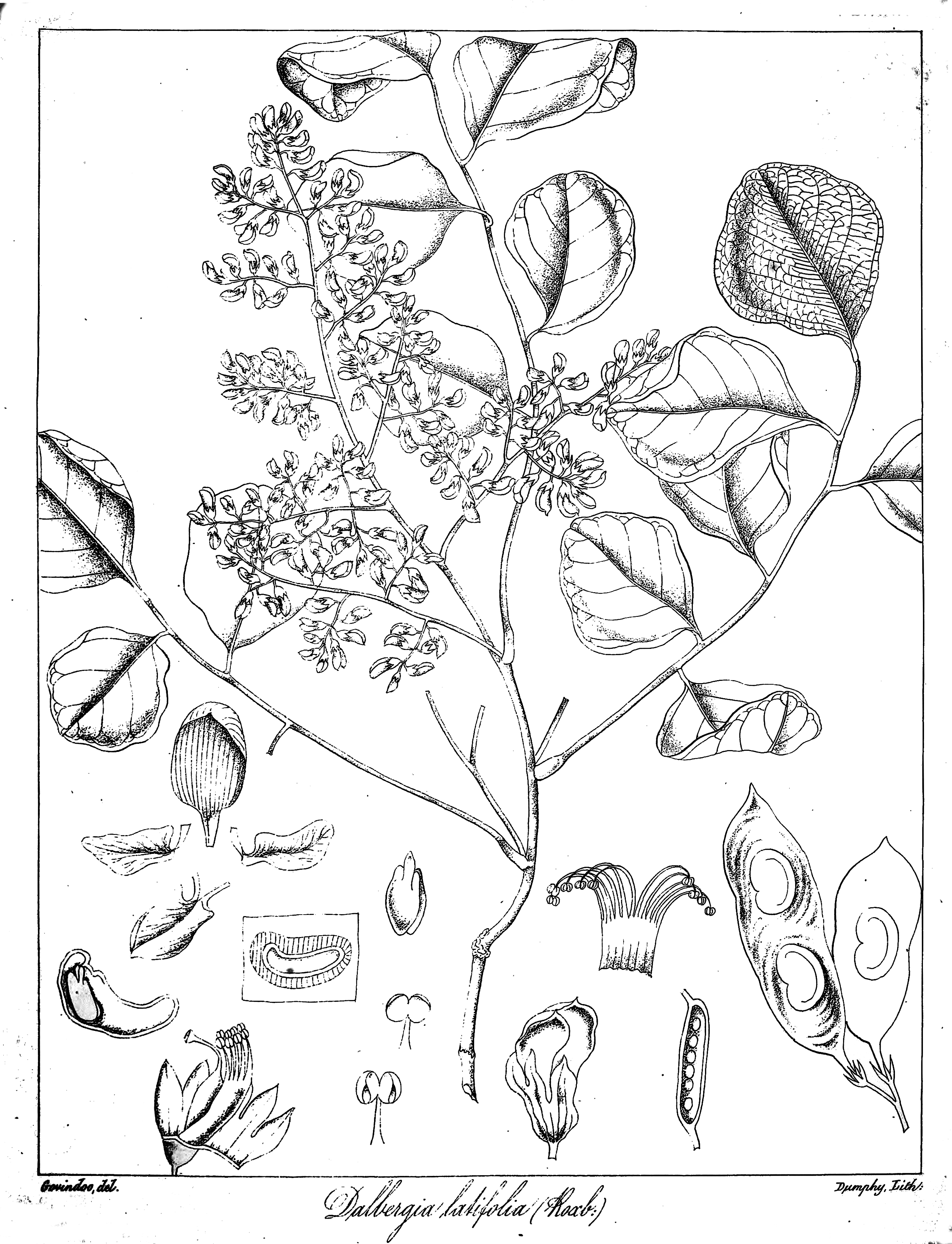
Illustration
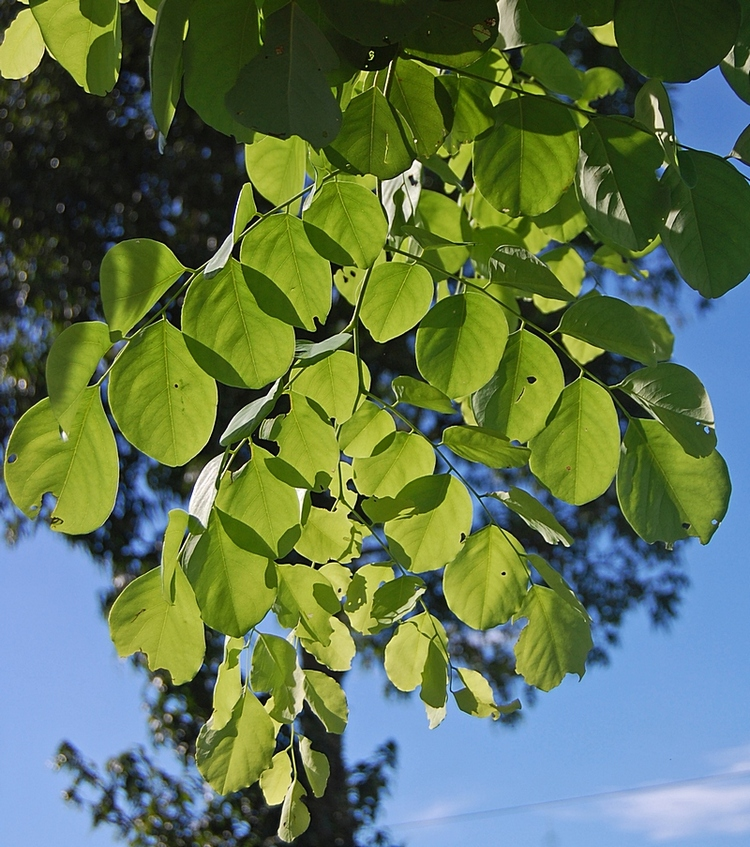
Blätter
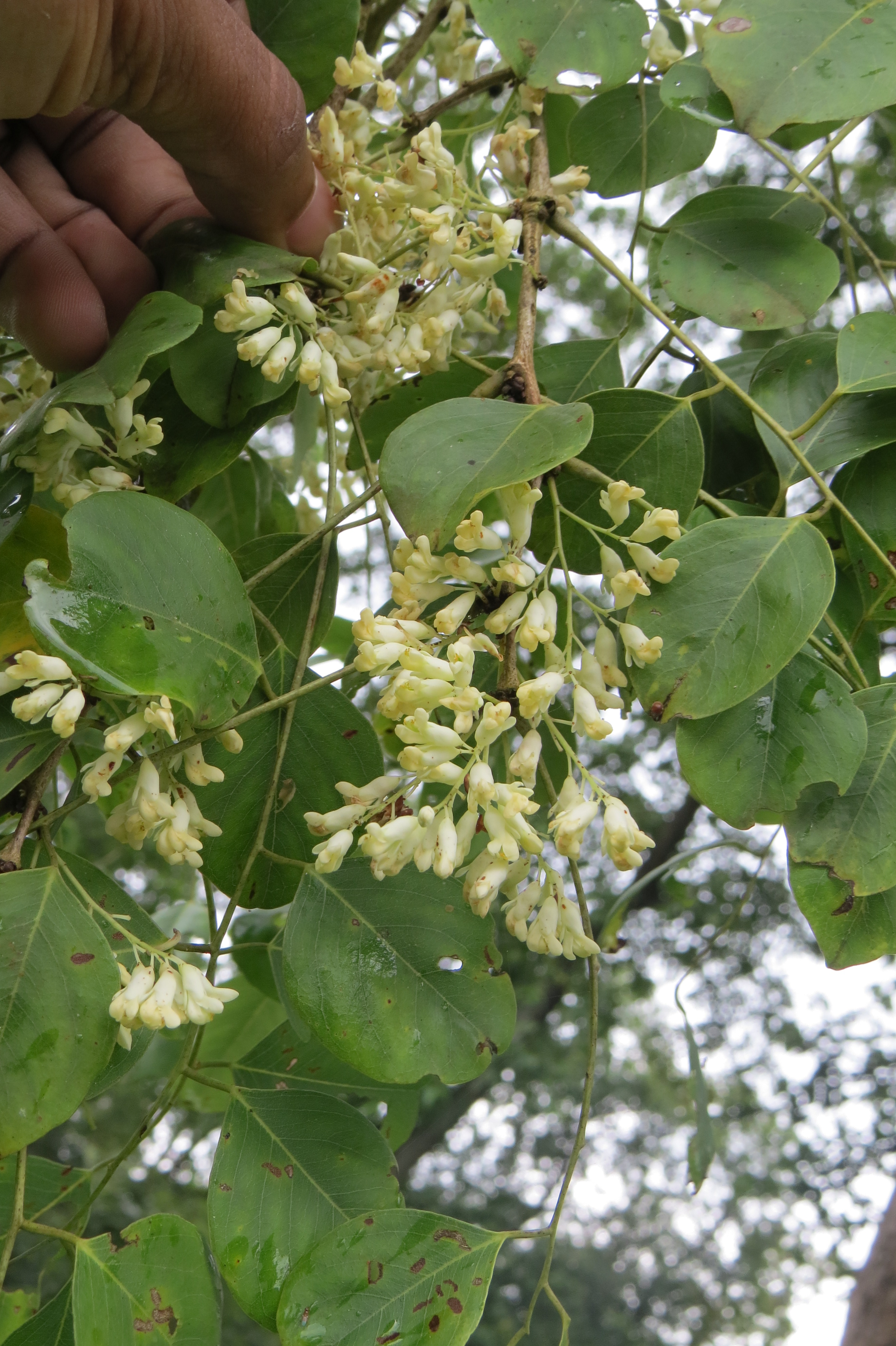
Blüten von Dalbergia latifolia

## Vorkommen
Dalbergia latifolia kommt im tropischen Asien, von Nepal bis Indien und in Indonesien vor. Sie wurde aber auch in Teilen Afrikas eingebürgert und in Mauritius und Réunion.

## Taxonomie
Der Ostindische Palisander wurde 1799 von William Roxburgh in Plants of the Coast of Coromandel Band 2 Teil 1, Seite 7–8, Tafel 113 erstbeschrieben.

## Nutzung und Schutz
Das wertvolle und recht harte, duftende Palisander- bzw. Rosenholz von Dalbergia latifolia ist dauerhaft und wird gerne für Möbel oder Musikinstrumente, beispielsweise für das Griffbrett von Saiteninstrumenten, und anderes verwendet. Die wildwachsenden Bäume sind durch den Indian Forest Act geschützt. Die Bestände auf Plantagen auf Java sind von der Pilzerkrankung Haematonectria haematococca betroffen; in Indien entstehen Schäden bei bis zu zwölf Jahre alten Bäumen durch eine Pilzart der Gattung Phytophthora.